# The Lawless Nineties
Pour plus de détails, voir Fiche technique et Distribution.
The Lawless Nineties est un film américain réalisé par Joseph Kane, sorti en 1936.

## Synopsis
1890, dans le Territoire du Wyoming. L'agent fédéral John Tipton est envoyé à Crocket City pour s'assurer que le vote de rattachement à l'Union se passe bien. Il va rencontrer le Major Carter et sa fille Janet, et être confronté à la bande de hors-la-loi de Charles Plummer, qui ne veut pas que le Wyoming devienne un État.

## Fiche technique
- Titre original : The Lawless Nineties
- Réalisation : Joseph Kane
- Scénario : Joseph F. Poland (en)
- Photographie : William Nobles
- Son : Terry Kellum
- Montage : Lester Orlebeck
- Musique : Arthur Kay, Heinz Roemheld
- Production : Trem Carr
- Société de production : Republic Pictures
- Société de distribution : Republic Pictures
- Pays de production :  États-Unis
- Langue originale : anglais
- Format : noir et blanc — 35 mm — 1,37:1 — son Mono (RCA Victor High Fidelity Sound System)
- Genre : Western
- Durée : 55 minutes
- Date de sortie :
  - États-Unis : 15 février 1936

## Distribution
- John Wayne : John Tipton
- Ann Rutherford : Janet Carter
- Harry Woods : Charles K. Plummer
- Gabby Hayes : Major Carter
- Al Bridge (en) : Steele
- Fred Toones : Moses
- Etta McDaniel : Mandy Lou Schaefer
- Tom Brower : Shérif Bowen
- Lane Chandler : Bridger
- Cliff Lyons (en) : Davis
- Jack Rockwell : Smith
- Al Taylor : Red
- Charles King : Hartley
- George Chesebro : Green
- Tracy Layne : Belden
- Chuck Baldra : Tex
- Sam Flint : un représentant du Ministère de la Justice
- Tom London : Ward
- Bud Osborne : un homme de main